# Usoa Ostolaza
Usoa Ostolaza Zabala (Zarautz, 25 februari 1998) is een Spaans wielrenster en voormalig triatlete.

## Carrière
De in het Baskenland geboren Spaanse sportster begon haar sportieve carrière als triatlete. Vanwege blessureleed moest ze haar carrière in de triathlon op jonge leeftijd beëindigen. Al snel kwam ze uit bij de wielersport. In 2020 begon ze bij een lokale wielerploeg, in 2021 maakte ze al de overstap naar een continentale wielerploeg; Laboral Kutxa-Fundación Euskadi. In 2024 behaalde ze haar eerste successen. Zo werd Ostolaza tweede in de GP Ciudad de Eibar, achter Yurani Blanco en nam ze deel aan enkele World Tour-wedstrijden. Medio juni 2024 behaalde ze haar eerste professionele zege; ze won de tweede etappe in de derde editie van de Ronde van de Pyreneeën, met finish op de Col d'Aubisque. Door haar tijdswinst op haar concurrenten verkreeg ze een voorsprong in het eindklassement die ze ook de volgende, tevens laatste, etappe wist vast te houden. Ze won hiermee haar eerste twee klassementen; het eind- en puntenklassement van deze ronde. Één week later werd ze nationaal kampioen op de weg, voor Blanco en Mavi García.
In 2025 won Ostolaza twee etappes en het bergklassement in de Ronde van El Salvador. In het algemeen klassement bleef enkel Elena Hartmann haar voor. In juni won ze een bergrit, met aankomst op de Col du Soulor, in de Ronde van de Pyreneeën. Later dat jaar reed ze in de Ronde van Italië twee etappes in de blauwe trui als leidster van het bergklassement. In de derde etappe kwam ze als eerste boven op de Tonalepas, een klim van de buitencategorie. Na acht dagen eindigde ze op plek 36 in het algemeen klassement en, achter Sarah Gigante, tweede in het bergklassement.

## Overwinningen
2024
2e etappe Ronde van de Pyreneeën
Eind- en puntenklassement Ronde van de Pyreneeën
 Spaans kampioene op de weg, elite
2025
1e en 4e etappe Ronde van El Salvador
Bergklassement Ronde van El Salvador
2e etappe Ronde van de Pyreneeën
Eind- en puntenklassement Ronde van de Pyreneeën

### Resultaten in voornaamste wedstrijden
| Jaar | Ronde van Italië | Ronde van Frankrijk | Ronde van Spanje |
| ---- | ---------------- | ------------------- | ---------------- |
| 2022 |                  |                     | 79e              |
| 2023 |                  |                     | opgave           |
| 2024 | 16e              | 24e                 |                  |
| 2025 | 36e              | 40e                 | 12e              |

| Jaar | Milaan-San Remo | Luik-Bast.‑Luik | Trofeo Alfredo Binda |  | WK op de weg |
| ---- | --------------- | --------------- | -------------------- |  | ------------ |
| 2022 |                 |                 |                      |  |              |
| 2023 |                 |                 |                      |  |              |
| 2024 |                 | 60e             | opgave               |  | 48e          |
| 2025 | 39e             |                 |                      |  |              |

## Ploegen
- 2021 –  Laboral Kutxa-Fundación Euskadi
- 2022 –  Laboral Kutxa-Fundación Euskadi
- 2023 –  Laboral Kutxa-Fundación Euskadi
- 2024 –  Laboral Kutxa-Fundación Euskadi
- 2025 –  Laboral Kutxa-Fundación Euskadi